# Atlante Veneto

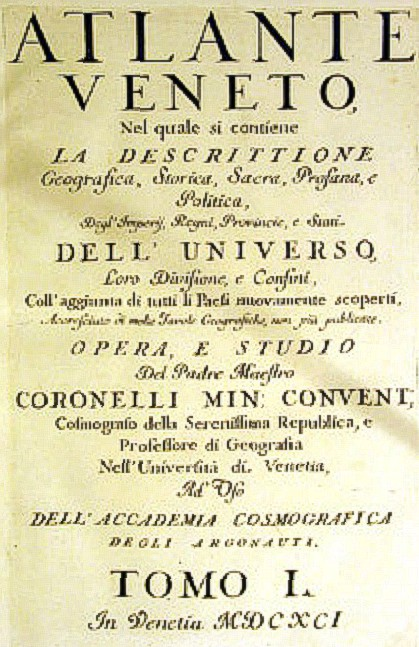
Frontespizio dell'Atlante Veneto.

L'Atlante Veneto (1690-1701), è un atlante universale edito dal geografo, francescano conventuale Vincenzo Maria Coronelli, con il proposito di costituire la continuazione dell'Atlas Maior di Joan Blaeu. Questa opera monumentale fu pubblicata in tredici volumi e forniva una messe di informazioni dettagliate che riguardavano i cartografi e geografi antichi e moderni, insieme a dati astronomici e storici. Le carte geografiche erano incise in uno stile "neretto" e stampate su carta bianca di qualità; le più importanti occupavano due pagine, permettendo un maggior dettaglio.

## Descizione dell'opera
La prima parte comprende un'introduzione alla geografía con incisioni di mappamondi, rose dei venti e sistemi cosmografici attraverso la storia, da Tolomeo a Copernico e Tycho Brahe, fino a Cartesio.
La seconda parte tratta della Terra, partendo da un mappamondo tolemaico e da uno moderno diviso in due emisferi, prosegue con le carte in due fogli dell'Europa, dell'Asia, dell'Africa, dell'America del Sud e del Nord, terminando con le carte delle calotte polari.
La terza parte si occupa di idrografia, degli oceani, fiumi, laghi e delta. Qui si trovano carte dell'Oceano Pacifico e dell'Oceano Atlantico, del Bosforo, del Golfo di Venezia e di fiumi come il Niger, Rio delle Amazzoni, Reno, Danubio e Volga.
L'ultima parte descrive le navi che esplorarono questi corsi d'acqua.